# Södra Åsums distrikt
Södra Åsums distrikt är ett distrikt i och omkring Sjöbo, i Sjöbo kommun, i Skåne län. 

## Tidigare administrativ tillhörighet
Distriktet inrättades 2016 och utgörs av en del av området Sjöbo köping omfattade till 1971, delen som före 1952 utgjorde Södra Åsums socken.
Området motsvarar den omfattning Södra Åsums församling hade 1999/2000.